# 무함마드 후사인 탄타위

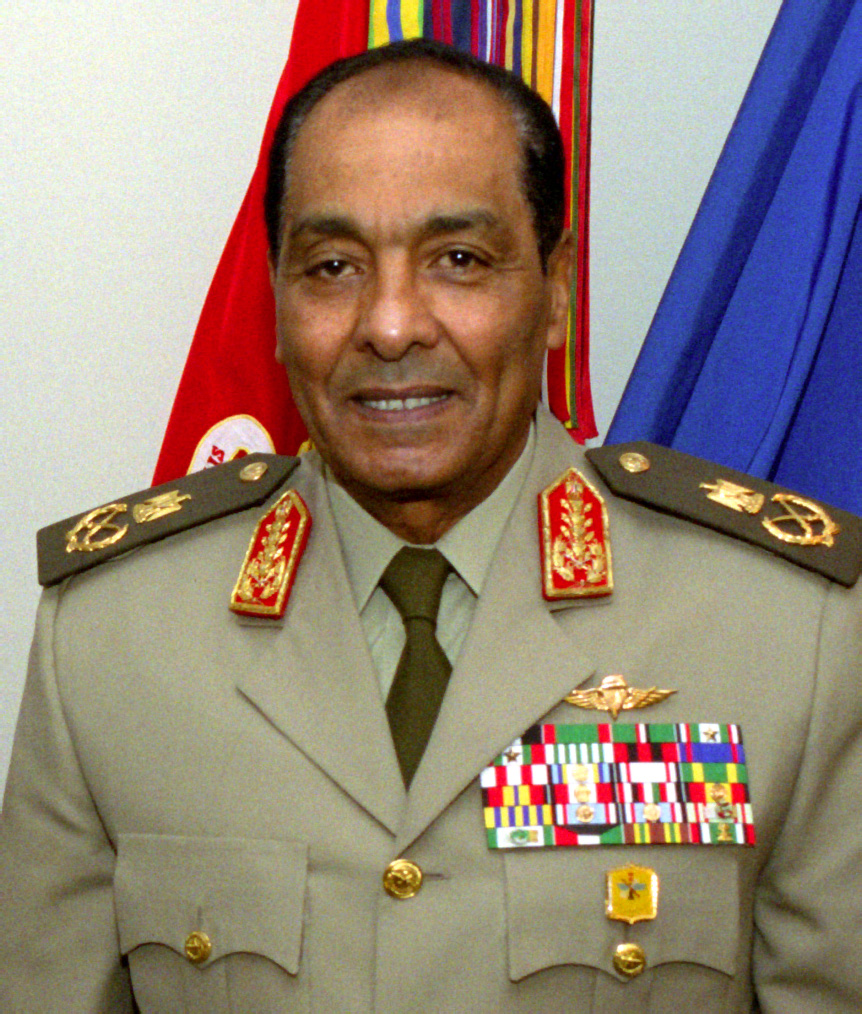
무함마드 후사인 탄타위

무함마드 후사인 탄타위 술라이만(아랍어: محمد حسين طنطاوى, 이집트 아랍어 발음: [mæˈħæmːæd ħeˈseːn tˤɑnˈtˤɑːwi seleˈmæːn], 문화어: 무함마드 후쎄인 탄타위, 1935년 10월 31일~2021년 9월 21일)는 이집트군의 원수(Field Marshal)이자 정치인이다.
탄타위는 이집트군 최고사령관 겸 국방장관이며, 호스니 무바라크 대통령의 사임으로 2011년 2월 11일부터 이집트군 최고위원회의 의장을 맡아 이집트의 국가 원수로 있었으나, 2012년 7월 1일 무함마드 모르시가 대통령에 취임하며 이양되었다. 이후 2012년 8월, 무함마드 모르시가 국방군사생산부 장관, 이집트군 최고위원회 의장 등 공직에서 모두 해임하여 퇴임하였다. 그는 무바라크 정부에서 국방군사생산부 장관, 부총리를 역임하였다. 2021년 9월 21일 지병으로 생긴 건강악화로 인해 향년 86세를 일기로 별세했다.
탄타위는 1956년 일반 보병으로 이집트군에 입대해 1989년 이집트의 첫 원수가 되었으며, 제2차 중동 전쟁, 제3차 중동 전쟁, 욤키푸르 전쟁, 걸프 전쟁에 참전한 경력이 있다.